# سام جافي
سام جافي (بالإنجليزية: Sam Jaffe)‏ هو منتج أفلام ووكيل مواهب أمريكي، ولد في 21 مايو 1901 في هارلم في الولايات المتحدة، وتوفي في 10 يناير 2000 في لوس أنجلوس في الولايات المتحدة.

## وصلات خارجية
- سام جافي على موقع IMDb (الإنجليزية)
- سام جافي على موقع قاعدة بيانات الفيلم (الإنجليزية)